# 엔터테인먼트법
엔터테인먼트법(Entertainment law)은 영화·음악·공연·게임 등 각 문화 산업별로 독특한 권리구조와 유통구조는 물론 공정거래법, 부정경쟁법, 통상법 등과 교집합을 이루는 법률 분야다.

## 참고 문헌
- 한국엔터테인먼트법학회 , 영화진흥위원회 (기획) 지음, 영화 분쟁 사례집, 커뮤니케이션북스, 2013.
- 김진욱, K-POP 저작권 분쟁 사례집 (판례로 알아가는 K-POP 저작권 분쟁 파헤치기), 소야, 2014.